# Tialidia boulardi
Tialidia boulardi är en insektsart som beskrevs av Nielson 1982. Tialidia boulardi ingår i släktet Tialidia och familjen dvärgstritar. Inga underarter finns listade i Catalogue of Life.